# ۳۷۲ (میلادی)
۳۷۲ (میلادی) سیصد و هفتاد و دومین سال تقویم میلادی است.

## درگذشتگان
‎